# Bobovišća
Bobovišća is een plaats in de gemeente Milna in de Kroatische provincie Split-Dalmatië. De plaats telt 71 inwoners (2001).